# Goris
Goris – miasto w Armenii, w prowincji Sjunik. Według danych na rok 2022 liczy 19 700 mieszkańcóww.
W mieście rozwinął się przemysł spożywczy, elektroniczny, drzewny, gumowy oraz obuwniczy.

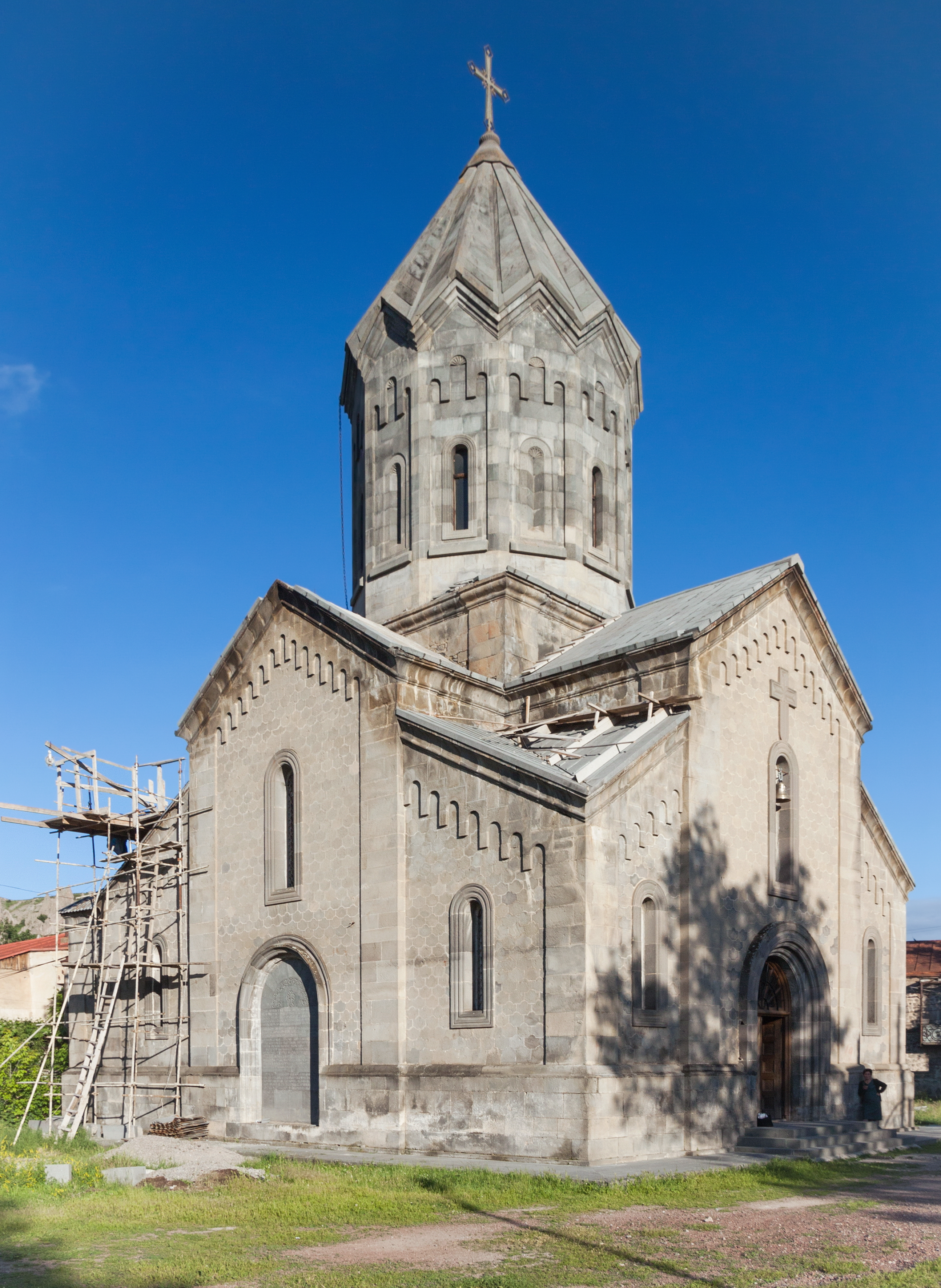
Kościół św. Grzegorza Oświeciciela
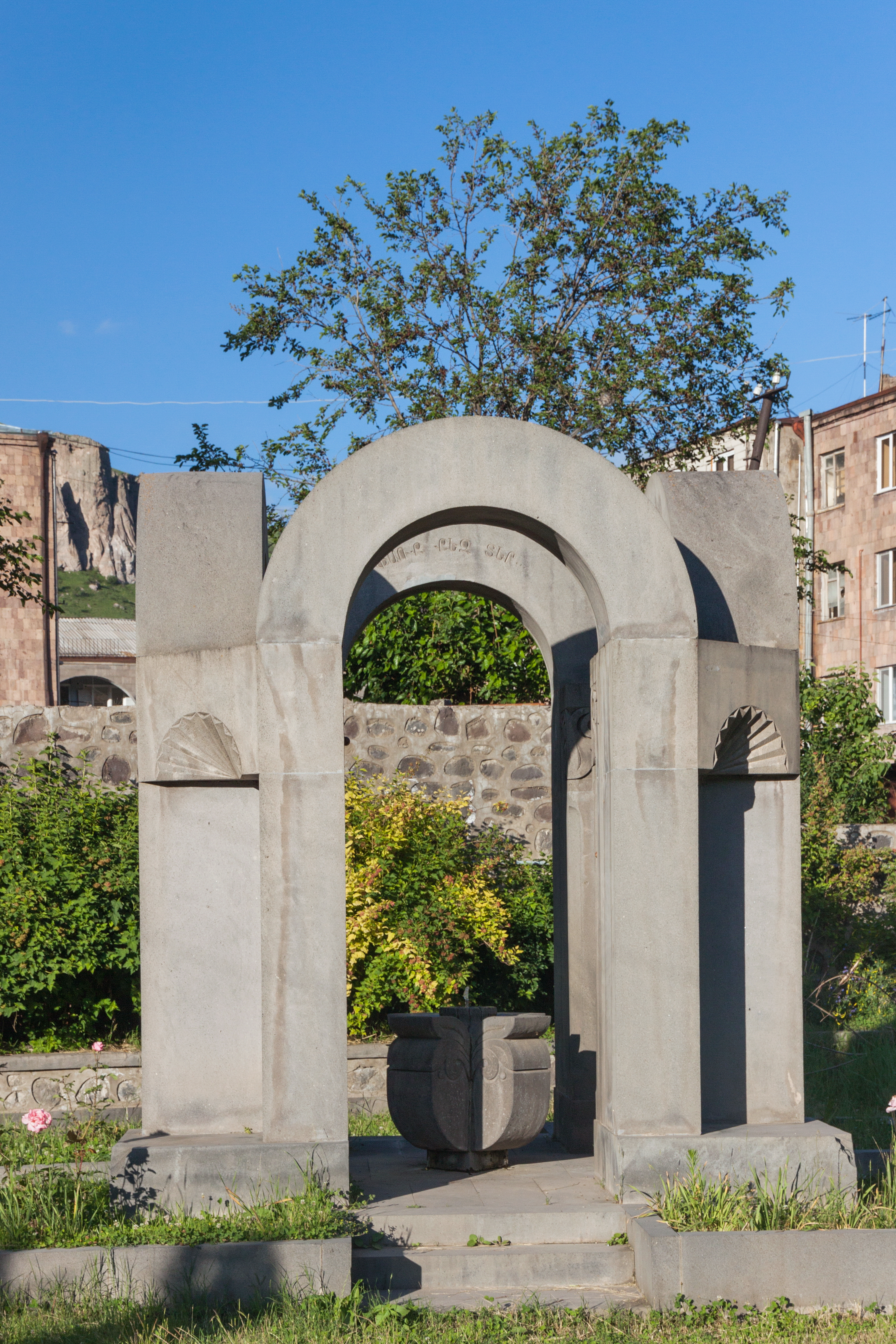
Pomnik poległych za Ojczyznę
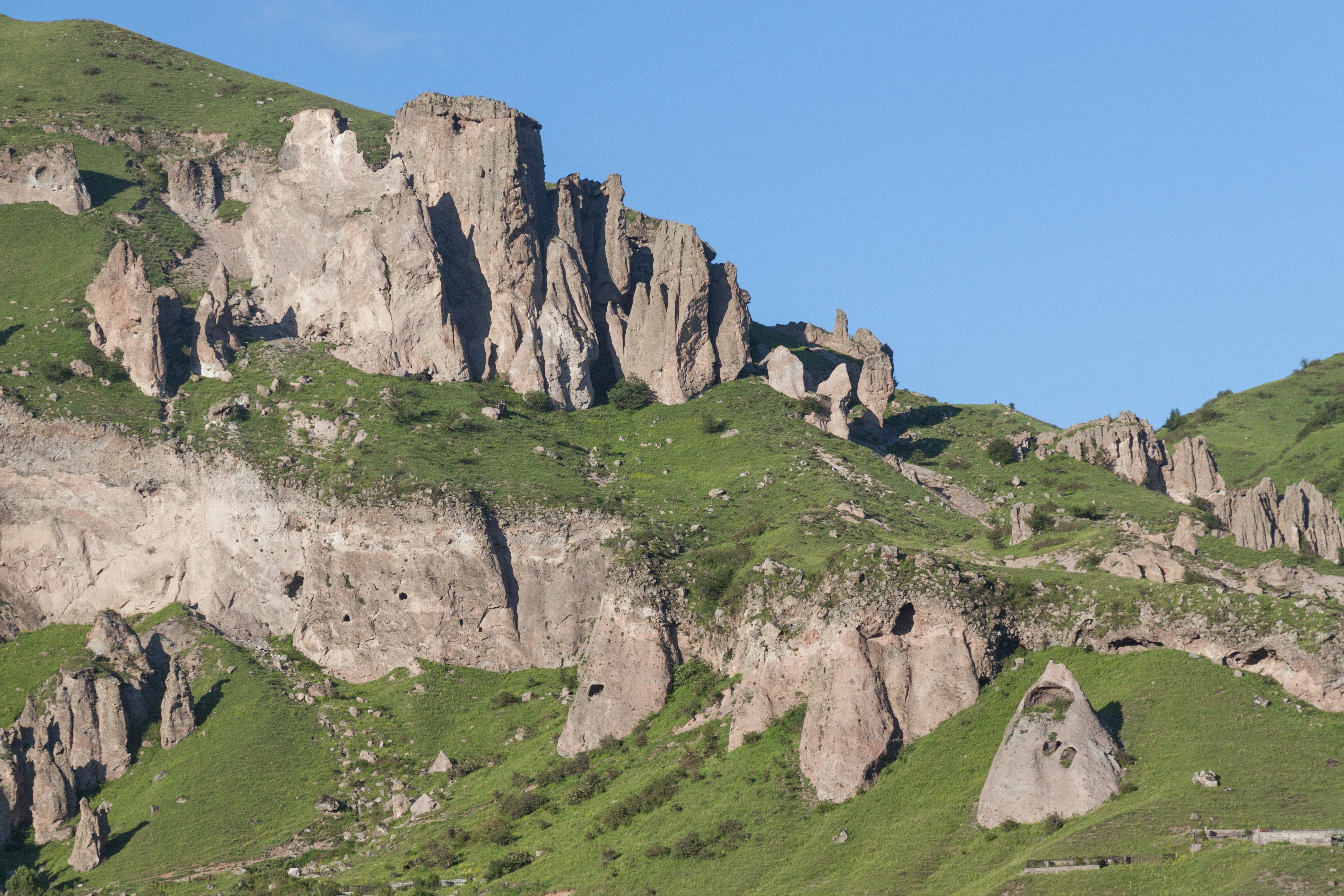
Widok na Stary Goris (Kores)
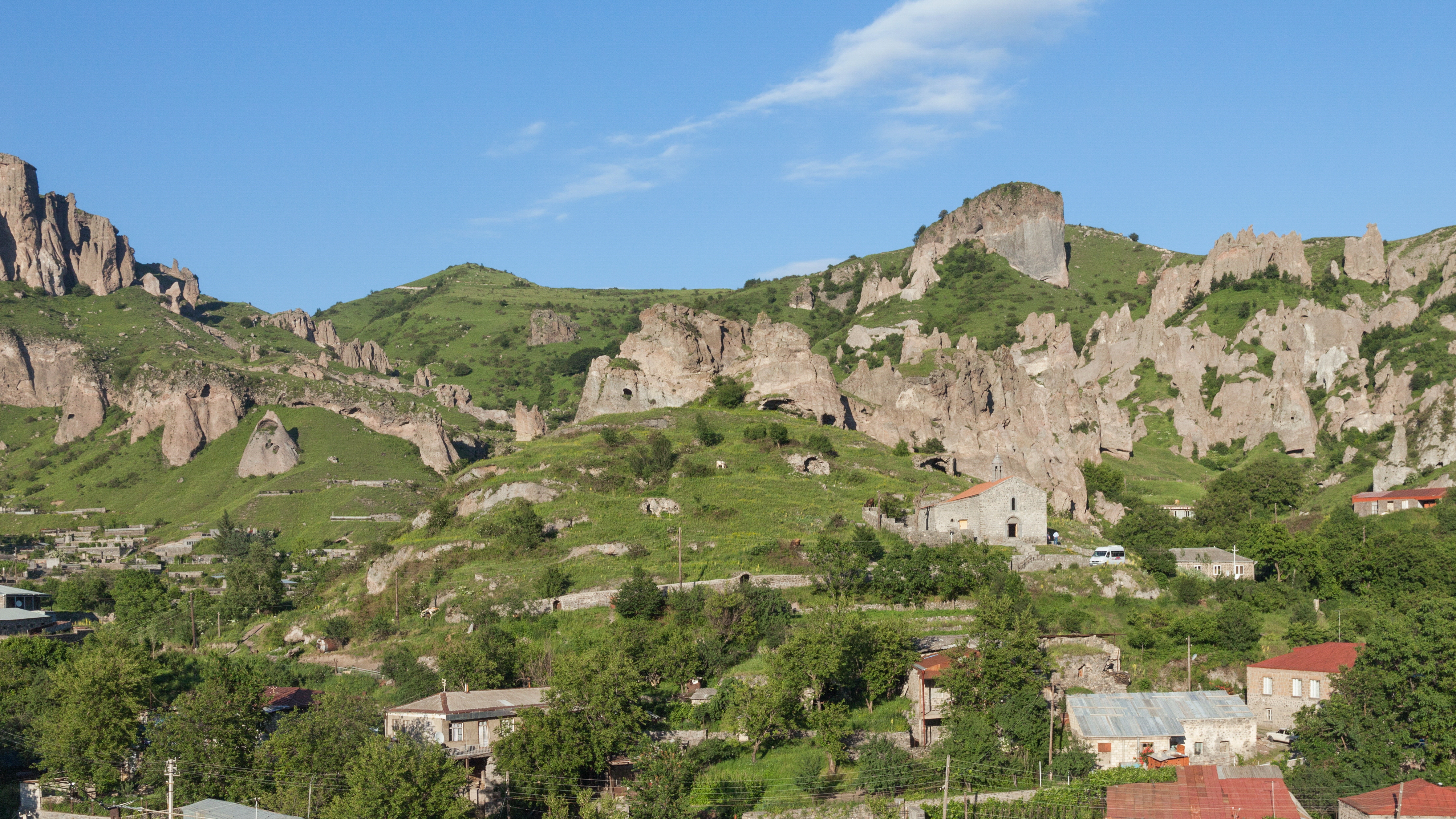
Widok na Stary Goris (Kores)
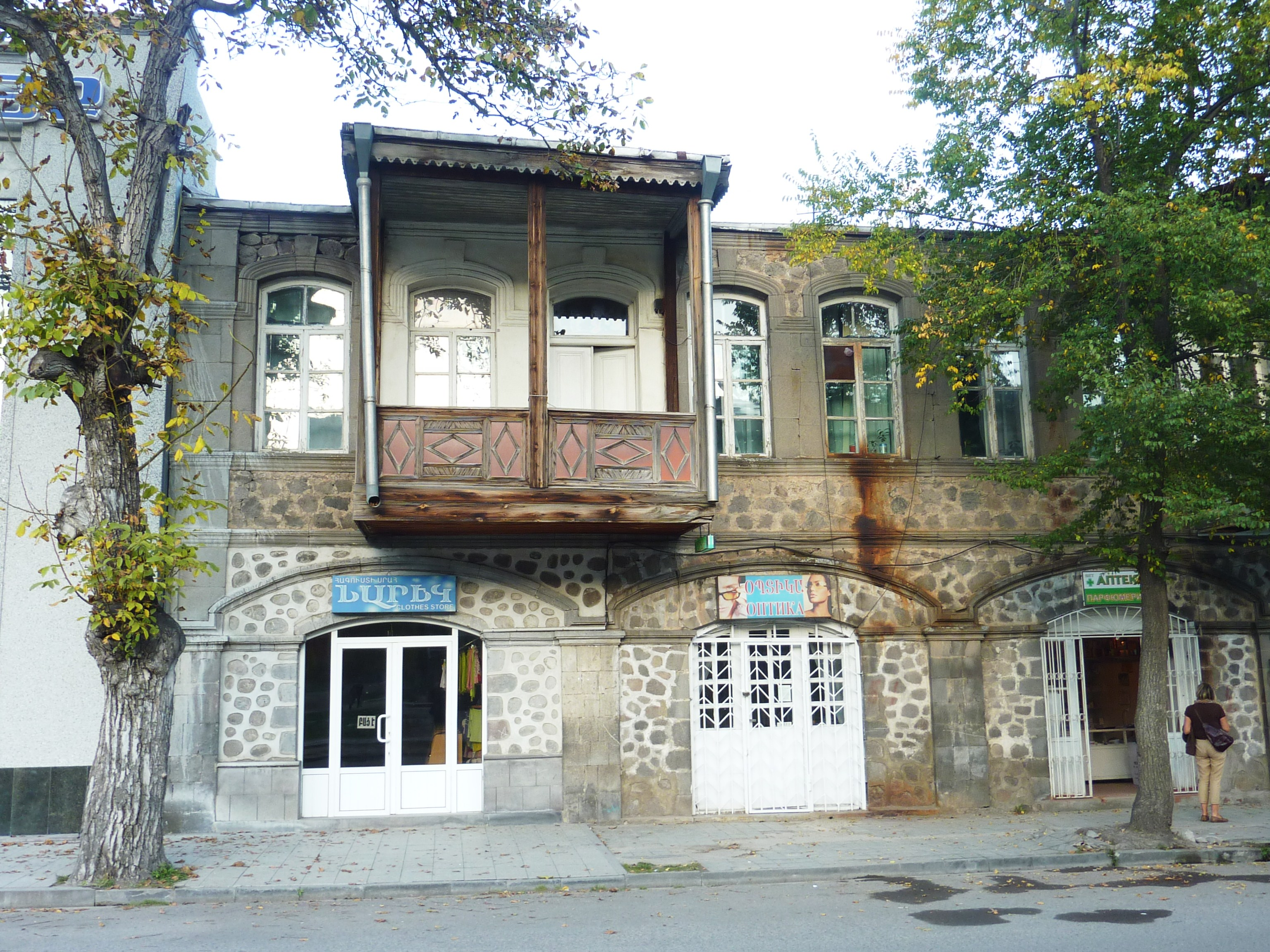
Typowy stary budynek w mieście